# Heroes of Newerth
Heroes of Newerth (kurz HoN) war ein von Frostburn Studios entwickeltes und vermarktetes Computerspiel, das dem Genre der Multiplayer Online Battle Arenas zugeordnet wird. Es basiert auf der Custom Map DotA Allstars für das Spiel Warcraft 3: The Frozen Throne und kopiert diese in weiten Teilen, aber mit dem offiziellen Release wurden auch noch zwei weitere Maps veröffentlicht. Das Spielprinzip entstammt ursprünglich der Starcraft-Map Aeon of Strife.
Das Spiel wurde am 12. Mai 2010 in der fertigen Version veröffentlicht. Seit dem 29. Juli 2011 ist Heroes of Newerth kostenlos spielbar und wird seit 2015 nicht mehr von S2 Games, sondern von dem daraus gegründeten Frostburn Studios entwickelt. Zum 20. Juni 2022 wurde das Spiel eingestellt.

## Entwicklung
HoN ist laut Aussagen von Mitarbeitern des Entwicklerstudios S2 Games seit 2004 in der Entwicklung, wobei in den ersten 13 Monaten die Grafik-Engine K2 entwickelt wurde. Die Entwicklungskosten für einen einzigen neuen Helden beziffern die Entwickler mit etwa 30.000 Dollar.
Diese Summe ergibt sich daraus, dass an einem Helden über 10 Mitarbeiter beschäftigt sind und die Entwicklung einige Zeit beansprucht.
Heroes of Newerth  befand sich ab dem 31. März bis zu seiner Veröffentlichung am 12. Mai 2010 in der offenen Betaphase.
Am 13. Dezember 2010 wurde die Version 2.0 veröffentlicht. Diese beinhaltete u. a. eine neue Benutzeroberfläche, Team-Matchmaking, einen eingeschränkten Map-Editor (Maps sind nur offline als Singleplayer spielbar) und einen im Spiel integrierten Shop, indem via Mikrotransaktionen, durch im Matchmaking erspielbare Silbermünzen bzw. kaufbare Goldmünzen, neue kosmetische Gegenstände gekauft werden können bspw. alternative Helden-Skins, Iconbilder für das Spielerprofil oder neue Ansager für Spielereignisse.
S2 Games gab am 29. Juli 2011 bekannt, dass Heroes of Newerth ab jetzt (im Umfang eingeschränkt) kostenlos spielbar ist.
Alle Spieler, die vorher das Spiel gekauft haben, bekommen jedoch weiterhin kostenlos jeden neuen Spielinhalt wie bspw. neue Helden. Als Besitzer eines kostenlosen Accounts ist jeder verfügbare Held (der 100+ Helden) sofort spielbar.
Am 31. Januar 2013 wurde das Heldenrotationssystem aufgegeben und alle Helden, bis auf den „EA“ – Early Access – Hero sind nun frei wählbar. Außerdem wurden mit Patch 3.0 eine Reihe von Veränderungen, hauptsächlich von ästhetischer Natur vorgenommen. Auch Bots wurden hinzugefügt.
Am 5. März 2013 wurde auch das Early-Access-System mit Patch 3.1 aus dem Spiel genommen, so dass jeder Held für jeden Spieler zugänglich gemacht wurde.
Im Mai 2015 erschien Version 3.7, damit feiert das Spiel seinen 5. Geburtstag mit einer neuen auf dem Capture-the-Flag-Spielmodus basierenden Karte und dem neuen Helden Parallax. Das Spiel wird jetzt außerdem nicht mehr von S2 Games entwickelt, sondern einer eigens daraus gegründeten Firma „Frostburn Studios“, die sich nur mit der Entwicklung von Heroes of Newerth befasst.

## Spielprinzip
Wie bereits im Spiel DotA stehen sich in HoN üblicherweise zwei Teams (Legion und Hellbourne) mit je fünf Spielern gegenüber, die versuchen, mit jeweils einer von ihnen gesteuerten Figur (dem „Helden“) die Basis des gegnerischen Teams zu zerstören. Unterstützt werden sie dabei von computergesteuerten Einheiten (sogenannten Creeps), die in regelmäßigen Abständen und in im Laufe des Spiels größer werdenden Gruppen von der eigenen Basis auf drei verschiedenen Wegen zur Basis des Gegners aufbrechen und versuchen, diese zu zerstören. Die computergesteuerten Einheiten sind, ebenso wie die bereits bei Spielanfang vorhandenen Verteidigungsstrukturen, auf beiden Seiten gleich stark, so dass sich der Kampf der in der Spielfeldmitte aufeinandertreffenden Einheiten nur durch Eingreifen der von den Spielern gesteuerten Helden entscheiden kann.
Diese sammeln, wie in einem Rollenspiel, durch das Töten von gegnerischen Einheiten Erfahrungspunkte und Gold. Erstere lassen die Figur regelmäßig einen Level aufsteigen, der deren Kampfeigenschaften verbessert und das Erlernen neuer Fähigkeiten ermöglicht, Letzteres dient dem Erwerb von Gegenständen, die sich ebenfalls positiv auf die Stärke der Figur auswirken. Stirbt der eigene Held, so verliert der Spieler Gold (kein Goldverlust im neuen Casual Mode) und kann seinen Helden für einen kurzen Zeitraum nicht benutzen; anschließend steht der Held mit etwa 2/3 bis 3/4 Lebens- und Manapunkten in der eigenen Basis bereit. Sowohl das verlorene Gold als auch der Zeitraum, in dem der Held nicht benutzbar ist, erhöhen sich mit dem Level, auf dem sich der Held befindet. Für einen ebenfalls mit der Stufe des Helden steigenden Goldbetrag kann der Held zudem direkt wiederbelebt werden.

### Helden
Die individuellen Helden verfügen jeweils über vier Fähigkeiten, deren Einsatz eine bestimmte Menge Mana bzw. Lebenspunkte kostet, diese jedem Helden begrenzt zur Verfügung steht und sich nach Benutzung langsam wieder auffüllt. Nach ihrem Einsatz ist die Fertigkeit für eine gewisse Zeit nicht mehr verfügbar (Cooldown). Gewinnt der Held an Erfahrung und steigt dadurch einen Level auf, so kann der Spieler eine seiner Fertigkeit (weiter)entwickeln, wobei drei der Fertigkeiten in vier verschiedenen Stufen erlernbar sind, während die vierte (der Ultimate) in drei Stufen erlernbar ist (frühestens auf den Leveln 6, 11 und 16). Bei den meisten Helden ist der Ultimate die mächtigste Fähigkeit, weshalb diese deutlich mehr Mana kostet und seltener einsetzbar ist als die übrigen Fähigkeiten.
Während die meisten Fähigkeiten gezielt gegen eine feindliche Einheit eingesetzt werden und diese zum Beispiel verletzen, verlangsamen oder für kurze Zeit außer Gefecht setzen (disable) oder daran hindern, selbst Fähigkeiten einzusetzen (silence), betreffen andere Fähigkeiten einen bestimmten Bereich der Karte (area of effect (AoE)). Einige Fähigkeiten nutzen ferner befreundeten Einheiten, häufig indem sie dauerhaft eine Aura um den Spieler erzeugen, von der alle umstehenden Einheiten profitieren (diese Fähigkeiten müssen häufig nicht aktiviert werden, damit sie wirken, und kosten dementsprechend kein Mana).
Jeder Held verfügt über drei Attribute – Stärke, Beweglichkeit und Intelligenz – die mit jedem Levelaufstieg des Helden steigen und durch den Kauf von Gegenständen zusätzlich erhöht werden können. Zudem ist es möglich, statt eine Fähigkeit zu entwickeln die Attribute des Helden zu steigern. Da ein Held maximal bis Level 25 aufsteigen kann, können bis 15-mal die Fähigkeiten des Helden und zehnmal dessen Attribute weiterentwickelt werden.
Jeder Held hat ein primäres Attribut, das bei ihm besonders ausgeprägt ist und von dessen Weiterentwicklung er durch einen höheren Angriffsschaden (damage) besonders profitiert. Die primären Attribute wirken sich auch auf das Spielverhalten der Helden aus:
- Helden mit Stärke als primären Attribut verfügen häufig über mehr Lebenspunkte (health points (HP)) und übernehmen meist die Rolle des Initiators, der in Kämpfen der Spieler (Clashes) den ersten Schritt macht und damit versucht den Vorteil für sein Team zu erlangen.
- Helden, deren primäres Attribut Intelligenz ist, verfügen über viel Mana, das sie für mächtige Zauber einsetzen können. Sie nehmen normalerweise die Rolle des Supporters ein, der aus dem Hintergrund eigene Einheiten unterstützt oder den Gegner schwächt.
- Helden mit Agilität als primären Attribut erlangen am meisten Schadenspotenzial, da sie durch ihr Attribut sowohl Schaden, Rüstung als auch Angriffsgeschwindigkeit erhalten. Im Laufe des Spiels werden sie durch ihre Fähigkeiten und Gegenstände häufig wesentlich stärker als die anderen Helden. Sie spielen normalerweise die Rolle des Carry, der zu Beginn von seinem Team geschützt wird, um durch seine schnellere Entwicklung das Spiel in der Endphase zu entscheiden.

Die Rollen innerhalb eines Teams gehen allerdings nicht zwingend mit den Attributen der Helden einher und richten sich auch nach der jeweiligen Spielweise (insbesondere dem Kauf von Gegenständen). Sie hängen zudem von der Zusammensetzung des eigenen und des gegnerischen Teams ab. Im Übrigen existieren weitere Rollen, die sich mit den oben beschriebenen überlagern und weniger eng mit den Attributen des Helden verknüpft sind.

### Gegenstände
Jeder Held kann bis zu sechs Gegenstände (Items) tragen, die sich positiv auf seine Attribute auswirken oder ihm zusätzliche Fähigkeiten verleihen können. Gegenstände können für Gold in verschiedenen Läden (Shops) erworben werden. Die meisten Gegenstände stehen im Shop in der eigenen Basis zur Verfügung, daneben gibt es auf jeder Seite der Karte einen „Geheimladen“ (Secret Shop), der eine Reihe von besonders hochwertigen Gegenständen führt (der Secret Shop ist in der Version 2.0.34/35 durch ein Observatorium, in dem  Wards of Sight, Mana-  und Gesundheitstränke gekauft werden können, ersetzt worden; Gegenstände, die vorher nur dort gekauft werden konnten, sind nun in den Läden in der Basis verfügbar) sowie einen Außenposten (Outpost), der eine Auswahl der Gegenstände aus den anderen Läden verkauft.
Viele Gegenstände lassen sich zu einem neuen, stärkeren Gegenstand kombinieren. Häufig ist dafür allerdings zusätzlich der Kauf eines Rezeptes nötig, das selbst keinerlei Effekte hat und ausschließlich der Kombination von anderen Gegenständen dient. Die zusammengesetzten Gegenstände lassen sich vielfach erneut kombinieren.

### Spielmodi
Vor Spielbeginn wird ein Spielmodus festgelegt, der darüber entscheidet, wie die Spieler ihre Helden auswählen können. Es stehen folgende Modi zur Verfügung:
- Normal Mode (AP): jeder Spieler wählt einen beliebigen Helden.
- Banning Pick (BP): nachdem jedes Team vier Helden von der Auswahl ausgeschlossen hat, wählen die Spieler abwechselnd einen beliebigen Helden.
- Random Draft (RD): die Spieler wählen abwechselnd ihren Helden aus einer zufälligen Auswahl von 20 Helden
- All Random (AR): jeder Spieler erhält einen zufälligen Helden.
- Single Draft (SD): jeder Spieler erhält drei zufällige Helden, jeweils mit unterschiedlichen Primärattributen. Dieser Modus eignet sich am besten für Anfänger, da sie so alle Helden schnell kennenlernen, ohne beispielsweise zu einem zu schweren gezwungen zu werden
- Capture the Flag (CTF): erreichen der gegnerischen Flagge und verteidigen der eigenen Flagge

Die Auswahlmöglichkeiten können durch Modifikationen wie Casual Mode (Spieler bekommen mehr Gold, mehr Erfahrungspunkte und verlieren kein Gold beim Tod), No Agility (Helden mit Hauptattribut Beweglichkeit werden ausgeschlossen) oder Duplicate Heroes (Helden können mehrmals ausgewählt werden) zusätzlich verändert werden. Zudem existiert ein Deathmatch-Modus, (Spieler verliert beim Tod alles Gold oder alle Gegenstände) der bisher nicht vollständig implementiert ist.

### Modifikationen
Im Gegensatz zu anderen Spielen sind Modifikationen in Heroes of Newerth erlaubt. Diese werden von Spielern selbstständig entwickelt und im offiziellen Forum veröffentlicht. Zur Nutzung wurde ein Programm namens HoN Mod Manager entwickelt, um die Modifikationen zu installieren bzw. zu kombinieren, da nicht alle miteinander kompatibel sind.

## Rezeption
Heroes of Newerth sei DotA pur für Kenner des Spiels. Es sei vollkommen auf Mehrspieler-Wettkampf ausgelegt. Der Einstieg sei schwierig. Die Komplexität und gute Balance sei dennoch reizvoll. Das Genre werde nicht bereichert wie etwa bei Demigod und League of Legends. Die Kulisse sei schwach.

### Auszeichnungen
| Datum der Veranstaltung | Preis                                         | Kategorie      | Nominierungen | Ergebnis |
| ----------------------- | --------------------------------------------- | -------------- | ------------- | -------- |
| 11. März 2010           | 12th Annual Independent Games Festival Awards | Audience Award | S2 Games      | gewonnen |